# Larry Dolan
Lawrence J. (Larry) Dolan, född 8 februari 1931, död 23 februari 2025, var en amerikansk advokat och företagsledare som var delägare till basebollorganisationen Cleveland Guardians i Major League Baseball (MLB). År 2000 köpte Dolan tillsammans med sina söner Matt Dolan och Paul Dolan samt brodern Charles Dolan Indians, som var klubbens dåvarande smeknamn, från bröderna Richard och David Jacobs för 320 miljoner amerikanska dollar. Han var kontrollerande ägare fram till 2013 när MLB godkände att sonen Paul Dolan fick ta över den ägartiteln.
Dolan avlade juristexamen vid Notre Dame Law School. Efter studierna tog han värvningen och tjänstgjorde hos USA:s marinkår och avancerade till förste löjtnant; efter det slutade han i marinkåren och blev assisterande åklagare för Geauga County i Ohio. I ett senare skede delgrundade han advokatbyrån Thrasher, Dinsmore, & Dolan med säte i orten Chardon. År 1998 försökte han köpa Cleveland Browns som spelar i National Football League (NFL) för 525 miljoner dollar men misslyckades.
Han var farbror till James L. Dolan, som kontrollerar bland annat inomhusarenan Madison Square Garden och sportorganisationerna New York Knicks (NBA) och New York Rangers (NHL).